# Isotominae
Isotominae zijn een onderfamilie van springstaarten uit de familie Isotomidae. De onderfamilie telt 472 beschreven soorten.

## Geslachten
- Aackia (1 soort)
- Acanthomurus (6 soorten)
- Agrenia (9 soorten)
- Antarcticinella (1 soort)
- Araucanocyrtus (1 soort)
- Axelsonia (8 soorten)
- Azoritoma (1 soort)
- Cheirotoma (1 soort)
- Desoria (91 soorten)
- Folsomotoma (9 soorten)
- Granisotoma (5 soorten)
- Halisotoma (8 soorten)
- Heteroisotoma (4 soorten)
- Hydroisotoma (1 soort)
- Isotoma (80 soorten)
- Isotomedia (1 soort)
- Isotomiella (47 soorten)
- Isotomurus (70 soorten)
- Marisotoma (3 soorten)
- Martynovella (2 soorten)
- Metisotoma (2 soorten)
- Mucracanthus (2 soorten)
- Myopia (1 soort)
- Najtia (1 soort)
- Octodontophora (1 soort)
- Paracerura (2 soorten)
- Parisotoma (26 soorten)
- Pentacanthella (1 soort)
- Procerura (13 soorten)
- Protodesoria (1 soort)
- Protoisotoma (2 soorten)
- Psammisotoma (5 soorten)
- Pseudisotoma (8 soorten)
- Pseudosorensia (4 soorten)
- Pteronychella (4 soorten)
- Rhyniella (1 soort)
- Sahacanthella (1 soort)
- Secotomodes (2 soorten)
- Semicerura (3 soorten)
- Sericeotoma (1 soort)
- Setocerura (6 soorten)
- Sibirisotoma (1 soort)
- Spinocerura (2 soorten)
- Tiancanthella (1 soort)
- Tibiolatra (1 soort)
- Tomocerura (6 soorten)
- Vertagopus (25 soorten)